# Islam Latinski
Islam Latinski är en ort i Kroatien.   Den ligger i länet Zadars län, i den södra delen av landet, 190 km söder om huvudstaden Zagreb. Islam Latinski ligger 115 meter över havet och antalet invånare är 284.
Terrängen runt Islam Latinski är platt åt sydväst, men åt nordost är den kuperad. Runt Islam Latinski är det glesbefolkat, med 19 invånare per kvadratkilometer. Närmaste större samhälle är Zadar, 17,7 km sydväst om Islam Latinski. Trakten runt Islam Latinski består till största delen av jordbruksmark.